# Zwarte lantaarnhaai
De zwarte lantaarnhaai (Centroscyllium fabricii) is een vis uit de familie Etmopteridae (volgens oudere inzichten de familie Dalatiidae) en behoort in elk geval tot de orde van doornhaaiachtigen (Squaliformes). De vis kan een lengte bereiken van 107 centimeter.

## Leefomgeving
De zwarte lantaarnhaai is een zoutwatervis. De vis prefereert diep water en leeft hoofdzakelijk in de Atlantische Oceaan. De soort komt voor op dieptes tussen 180 en 1600 meter.

## Relatie tot de mens
In de hengelsport wordt er weinig op de vis gejaagd.